# کهل‌قو (کلیبر)
کهل‌قو یکی از روستاهای استان آذربایجان شرقی است که در دهستان قشلاق بخش آبش‌احمد شهرستان کلیبر واقع شده‌است.